# 6400 Georgealexander
A 6400 Georgealexander (ideiglenes jelöléssel 1991 GQ1) a Naprendszer kisbolygóövében található aszteroida. Eleanor F. Helin fedezte fel 1991. április 10-én.